# Носик Олексій Олександрович
Олексі́й Олекса́ндрович Но́сик (27 травня 1995, смт. Старий Салтів, Вовчанський район, Харківська область, Україна — 23 листопада 2016, м. Мар'їнка, Донецька область, Україна) — старший солдат Збройних сил України, учасник війни на сході України.

## Життєпис
У часі війни — оператор СБР (92-га окрема механізована бригада).
Загинув від кулі снайпера.
Похований у селищі Старий Салтів, Вовчанський район, Харківська область.
По смерті залишилися мати, брат, сестра, цивільна дружина та донька.

## Нагороди
Указом Президента України № 58/2017 від 10 березня 2017 року «за особисту мужність, виявлену у захисті державного суверенітету та територіальної цілісності України, самовіддане виконання військового обов'язку» нагороджений орденом «За мужність» III ступеня (посмертно).

## Вшанування
23 серпня 2019 року Старосалтівська громада вшанувала пам'ять воїнів, загиблих у зоні АТО, встановленням меморіальної дошки Носику Олексію Олександровичу та Миронову Михайлові Павловичу.